# فرناندو مارتيشيوري
فرناندو مارتيشيوري (بالبرتغالية: Fernando Marchiori Lavagnoli‏) هو لاعب كرة قدم ومدرب كرة قدم برازيلي في مركز الوسط، ولد في 19 يونيو 1979 في ساو باولو في البرازيل. لعب مع أتلتيكو يوفنتوس وجمعية بورتوغيزا الرياضية ونادي أفاي ونادي إستر ونادي بارانا ونادي جوفنتودي ونادي ريو برانكو ونادي سي آر بي ونادي قرطبة ونادي موجي ميريم.